# 駒村クリ子
駒村 クリ子（こまむら くりこ、1938年9月1日 - ）は、日本の女優、声優。

## 人物
宝石座、ユニオンプロに所属していた。

## 出演作品

### テレビドラマ
- 特別機動捜査隊 （NETテレビ）
  - 第282話「大都会の墓場」（1967年） - 売子
  - 第308話「流転の旅路」（1967年）
  - 第385話「ブルーボーイ」（1969年） - ホステスA
  - 第430話「明日からはひとり」（1970年） - 夢路
  - 第459話「裸の狂宴」（1970年） - 主婦
  - 第507話「歩行者天国」（1971年） - 久仁子

### テレビアニメ
1969年
- アタックNo.1（木山しげみ）

1970年
- 昆虫物語 みなしごハッチ

1971年
- 新オバケのQ太郎

1972年
- 天才バカボン
- ど根性ガエル（1972年 - 1973年）
- 樫の木モック（人形、コール）

1973年
- 新造人間キャシャーン（ミローダ）

1975年
- フランダースの犬（ジョルジュ）

1976年
- 母をたずねて三千里（エミリオ〈2代目〉）

### 吹き替え
- 殺しを呼ぶ瞳（マクニア夫人〈フィリス・コール〉）※東京12ch版
- ピーナッツ（バイオレット）